# 西津桥 (苏州)
西津桥位于江苏省苏州市西南郊吴中区木渎镇西街，是一座花岗岩单孔石拱桥，为木渎古镇体量最大的一座古桥，南北向，跨越胥江。明万历年间里人茅郊建。 清康熙二十年（1681年），洞庭东山吴序商重建，改名永平桥。桥长22米，宽3米，离水面4.65米。石级踏步，南坡25级，北坡22级。桥联：“立马望苏台，山翠万重拱虎阜。扬鞭来震泽，风涛千古泣鸱夷”。1986年3月，西津桥被公布为吴县文物保护单位，行政区划调整后改为苏州市文物保护单位